# 佛氏马先蒿
佛氏马先蒿（学名：Pedicularis franchetiana）为列当科马先蒿属的植物。分布在中国大陆的四川等地，生长于海拔4,272米的地区，目前尚未由人工引种栽培。